# Valaurie
Valaurie är en kommun i departementet Drôme i regionen Auvergne-Rhône-Alpes i sydöstra Frankrike. Kommunen ligger i kantonen Grignan som tillhör arrondissementet Nyons. År 2022 hade Valaurie 720 invånare.

## Befolkningsutveckling
Antalet invånare i kommunen Valaurie
Referens:INSEE